# 달리 (음악가)
달리(Dolly, 본명: 황현성, 1978년 6월 20일 ~ )는 대한민국의 가수, 드러머이다.

## 학력
- 서울압구정초등학교 (졸업)
- 압구정중학교 (졸업)
- 압구정고등학교 (졸업)
- 한서대학교 영상미술학과 (학사)

## 생애
1996년 펑크 록 밴드 노브레인 결성 이래 현재까지 드러머로 활동 중이며, 그 외에 TV애니메이션, 게임, 단편 영화, 무용극 등 다양한 분야의 음악감독, 작곡가로 활동하고 있다.
2017년 '달리'라는 활동명으로 첫 싱글 '소년이 돌아왔다'를 발표했으며, 지속적인 싱글 음원 및 앨범 활동을 예고하고 있다.

## 앨범
싱글
- 2017년 11월 11일 《소년이 돌아왔다》

## 참여 작품
- 단편 애니메이션 <Econ-V>,<Radio Day>,<요요지가>,<Cage>,<Paint Foot>,<Demian>,<설탕, 크림, 가래 한 덩이>,<Rock it Rocket>,<앨리스 와일드>,<절연주의사항>,<뾰루지>,<묘아>,<Natural Urban Nature>,<Souvenir Animation>,<Before and After>,<연어, 모리> 음악감독
- 온라인 게임 <천상비>,<나르샤>,<창천2>,<열혈강호2>,<브리스톨탐험대>,<카르카스>,<아발론>,<Windup>,<Soldier of Fortune>,<Bolts and Blip>,<NX>,<메이플스토리> 티져 및 오프닝 음악 제작
- 모바일 게임 <Invader Hunter>,<Monster Doors>,<Giant> 음악감독
- TV 애니메이션 <브리스톨탐험대> 주제가 제작
- 광고 애니메이션 <KB 카드>,<GS 에너지>,<멜론-안드로이드> 음악 제작
- EBS <꼬마요리사> 음악감독
- Jtbc <칸타빌레> 출연
- TV 애니메이션 <구름빵 시즌1,2,3>,<외계돼지 피피>,<리틀스톤즈> 음악감독
- 웹 애니메이션 <아르피엘> 음악감독
- 애니툰 <백퍼센트> 오프닝 '하얗게하얗게', 엔딩 'Vintage Pink' 작곡
- K-리그 Anthem (선수등장음악) 제작
- 영화 <라디오스타> 출연, OST참여
- 인디 밴드 [Garlixx] EP1집, EP2집 프로듀서
- 독립영화 <Fiction and Other Realities> 출연, 음악감독
- 한국방송예술교육진흥원 ‘락앙상블’ 강사

## 뮤직비디오
- 싱글 《소년이 돌아왔다》